# Eurytoma flavovaria
Eurytoma flavovaria är en stekelart som först beskrevs av Julius Theodor Christian Ratzeburg 1844.  Eurytoma flavovaria ingår i släktet Eurytoma och familjen kragglanssteklar. Inga underarter finns listade i Catalogue of Life.